# Kościół św. Barbary w Żelaznym Moście
Kościół filialny p.w. św. Barbary w Żelaznym Moście, należy do parafii Matki Bożej Nieustającej Pomocy w Mlecznie.

## Historia
Pierwotny kościół, wzmiankowany w roku 1376, został rozebrany. Obecny budynek kościoła (w bardzo prostym stylu barokowym) został ufundowany przez polskiego właściciela Żelaznego Mostu (wówczas: Eisemost) Andrzeja Kłobuczyńskiego w roku 1664 (wieś pozostawała własnością rodziny Kłobuczyńskich do połowy XIX w.). Potem świątynia była dwukrotnie restaurowana (w 1891 i 1935).

## Architektura
Kościół wzniesiono na niewielkim wzgórzu. Jest orientowany, jednonawowy o konstrukcji ryglowej z wydzielonym prezbiterium i wieżyczką zbudowaną na rzucie prostokąta. Pokryty został dwuspadowym dachem.

## Wyposażenie
Zachowało się wyposażenie wnętrza kościoła z początków XVIII wieku: 
- chrzcielnica z 1666, bogato rzeźbiony,
- barokowy, kamienny ołtarz zdobiony akantami i złocieniami oraz kamiennymi figurami
- barokowa, bogato zdobiona ambona.

## Cmentarz przykościelny
Na przykościelnym cmentarzu pochowani są członkowie rodu Kłobuczyńskich: Andrzej Kłobuczyński i jego potomkowie: syn Karol Andrzej (zm. 1756), wnuk Maksymilian Ferdynand (zm. 1779) i prawnuk Karol Maksymilian (zm. 1822). Ich pomniki nagrobne nie zachowały się do dziś.